# Citroën C4 Picasso I
Pour les articles homonymes, voir Citroën C4 et Citroën Picasso.
 (mai 2018).
Le Citroën C4 Picasso est un modèle d'automobile monospace produit et commercialisé par Citroën entre 2005 et 2013. Le Grand C4 Picasso I, une variante de ce modèle, a été commercialisé de 2006 à 2013, tandis que le C4 Picasso I a été proposé de 2007 à 2013. Les deux versions ont été produites à l'usine PSA de Vigo, en Espagne.

## Histoire

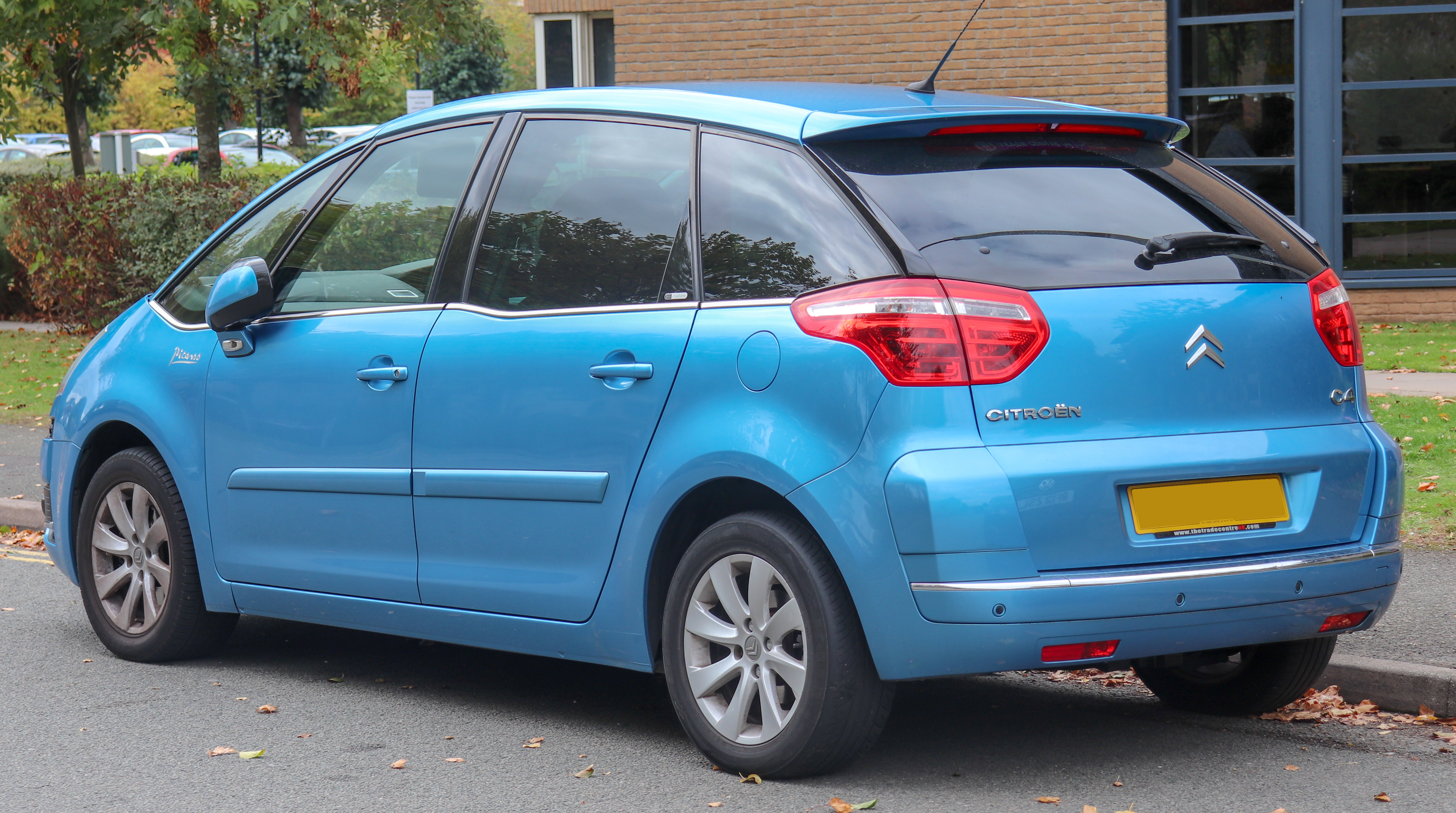
Citroën C4 Picasso I phase 1

Le premier modèle du Grand C4 Picasso a été présenté par Citroën le 5 septembre 2006 comme un modèle haut de gamme dans la catégorie des monospaces compacts. Le Xsara Picasso est resté commercialisé en parallèle jusqu'en 2010. Le Grand C4 Picasso mesure 4,59 mètres de long et est disponible en 5 ou 7 places. Il appartient à la première génération de Citroën C4, avec laquelle il partage 58 % de pièces communes. Grâce à son design monovolume, il présente un coefficient de traînée (Cx) de 0,31 et SCx de 0,82. Le Grand C4 Picasso est lancé en octobre 2006 en France et quelques semaines plus tard dans le reste de l'Europe.
La version courte, le C4 Picasso, a été présenté en janvier 2007 et commercialisé le mois suivant sur le marché français. Ce modèle mesure 4,47 m de long et est uniquement disponible en version 5 places (4,59 m pour la version 5/7 places du Grand C4 Picasso).
Le C4 Picasso dispose d'une suspension pneumatique uniquement sur l'essieu arrière de la finition haut de gamme Exclusive. Cette technologie permet au monospace de maintenir une hauteur de caisse constante quelle que soit sa charge, tout en préservant le confort. Elle permet également d'abaisser ou de relever le seuil de coffre, avec une amplitude de 14 cm. Un petit sélecteur de vitesses situé juste derrière le volant rappelle le levier de vitesse filiforme de la DS semi-automatique. Certaines versions du C4 Picasso sont équipées d'une boîte robotisée à simple embrayage et à 6 rapports, appelée BMP6.
L'absence de suspension oléopneumatique à l'avant est pénalisante seulement sur la version la plus lourde (avec moteur HDi et boîte automatique).
(en) 2008, l'ADAC a classé le C4 Picasso comme le véhicule le plus fiable dans le segment des monospaces compacts.
Les C4 Picasso et Grand C4 Picasso ont été restylisés fin 2010. Ils ont adopté de nouveaux chevrons arrondis et de nouveaux boucliers à LED, ainsi que des feux arrière teintés. 

## Finitions et moteurs

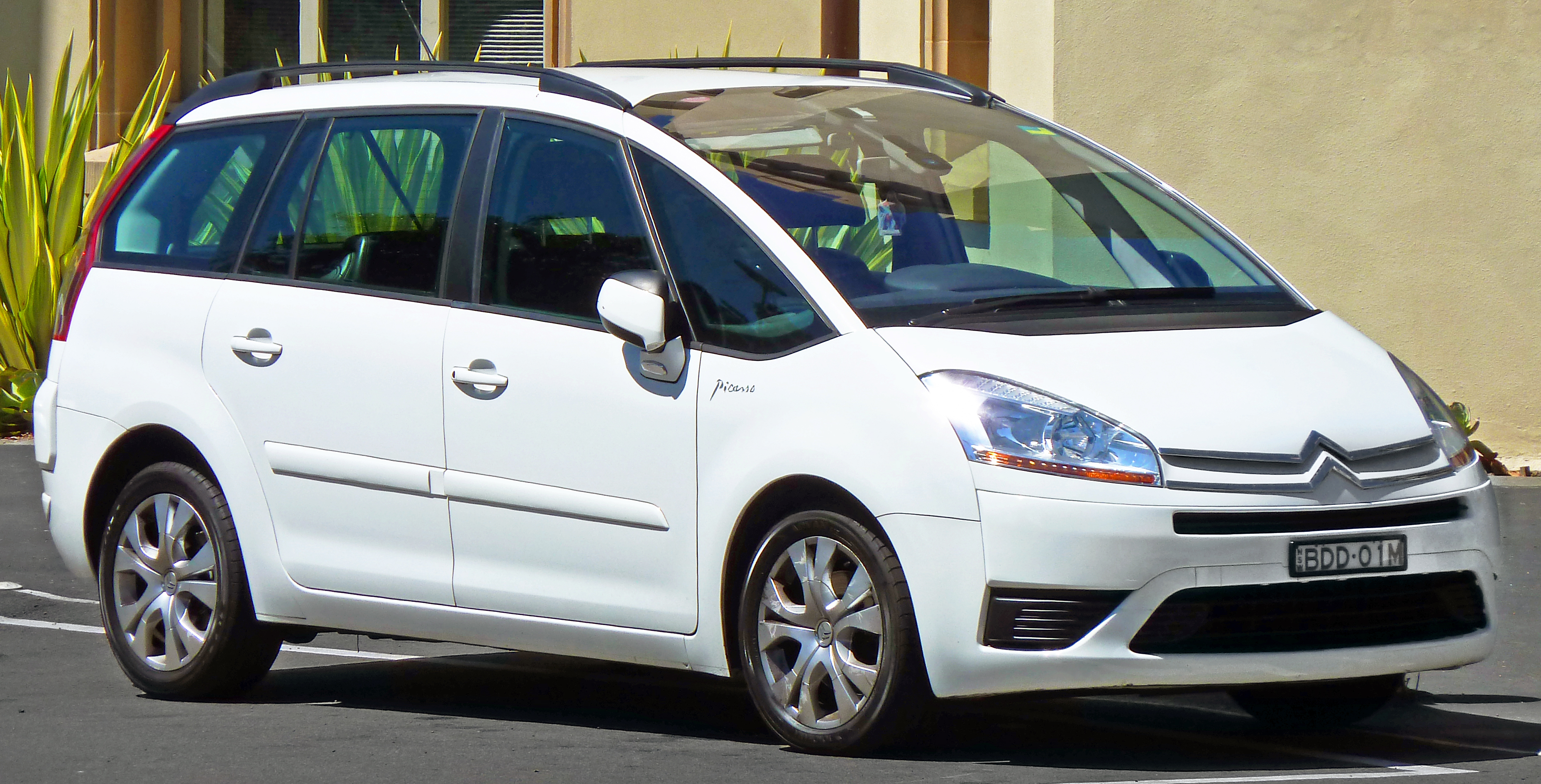
Citroën Grand C4 Picasso I phase 1.

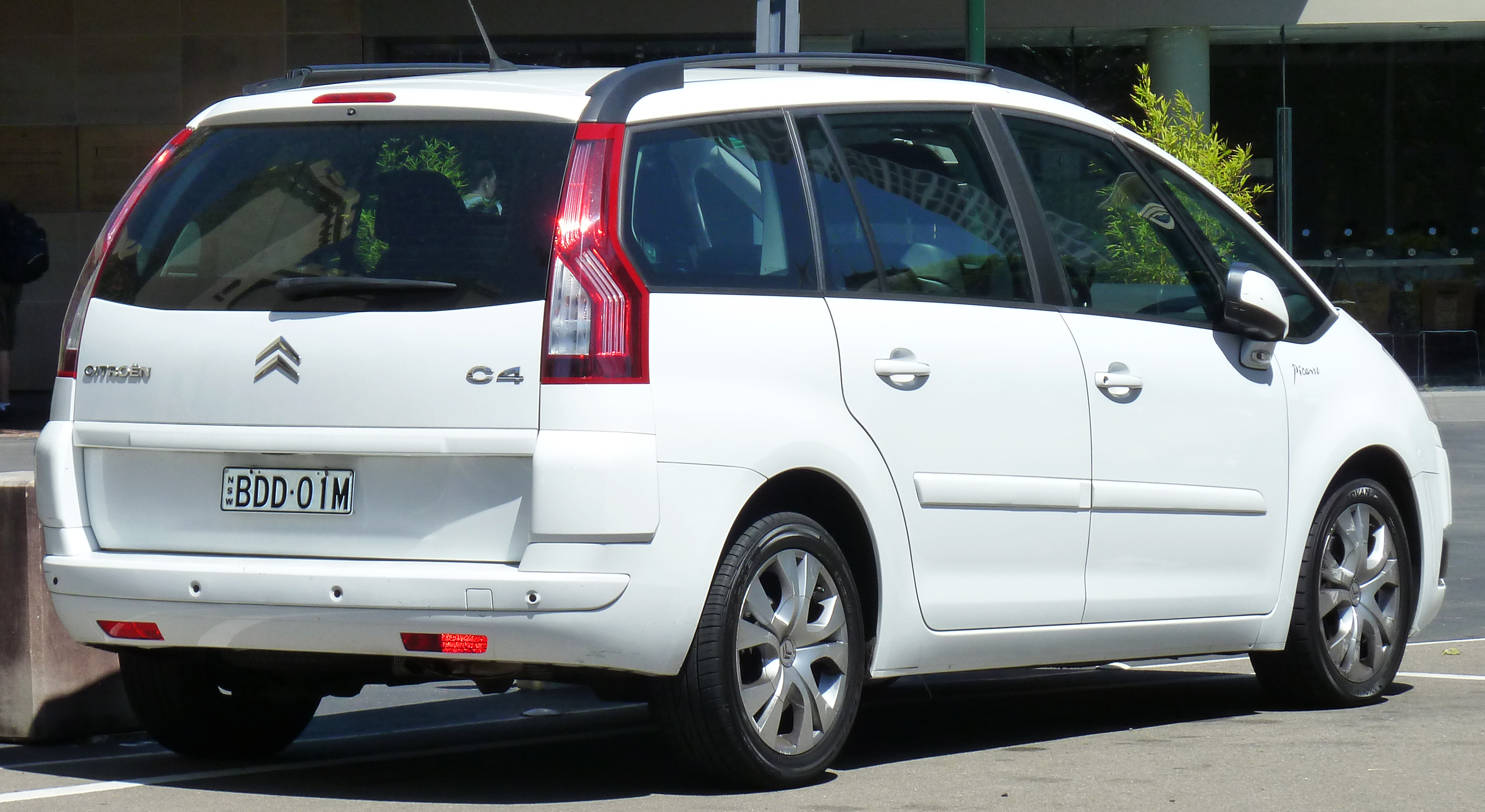
Citroën Grand C4 Picasso I phase 1.

Le C4 Picasso, proposé en version standard ou longue (Grand Picasso), est équipé de six motorisations et se décline en trois finitions différentes, qui ont évolué au cours de sa production.
Attraction : La finition "Attraction" représente l'entrée de gamme du C4 Picasso. Elle comprend des équipements tels qu'un pare-brise feuilleté athermique et acoustique, un vitrage latéral trempé, des rétroviseurs extérieurs rabattables manuellement, et un système de freinage ABS+AFU. Le véhicule est également équipé de plusieurs coussins gonflables de sécurité (« airbags ») frontaux, latéraux, rideaux et genoux conducteur, d'un allumage automatique des feux de détresse, un ordinateur de bord, d'un régulateur/limiteur de vitesse, d'une direction assistée à assistance variable et d'un volant à commandes centrales fixes. Le confort est assuré par la présence d'un lecteur de cartes, d'une climatisation manuelle avec boîte à gants réfrigérée, une condamnation centralisée avec plip HF, un frein de stationnement électrique, des vitres avant électriques, des vitres arrière teintées et des jantes tôle 16 pouces.  
Options : 
- Peinture métallisée
- Lunette arrière fixe non surteintée
- Système audio CD MP3 mono tuner avec commandes au volant.

Motorisations disponibles :
- 1.6i 16v VTi 120 ch,
- 1.6 HDi 110 ch FAP avec boîte manuelle (BVM5) ou boîte robotisée (BMP6).

Confort : La finition "Confort", anciennement appelée "Ambiance", inclut les équipements de la version Attraction, avec des ajouts tels que l'ESP, l'allumage automatique des feux de croisement, un rétroviseur intérieur électrochrome, et une climatisation automatique bizone. Cette version offre également un Modubox, un pack confort, un parfumeur d'ambiance, des stores latéraux pour le rang 2, et une lampe nomade dans le coffre. Le siège conducteur est réglable en hauteur, et le système audio est amélioré avec des commandes au volant.  
Options :
- Système de navigation NaviDrive Couleur,
- Projecteurs antibrouillard avant déportés,
- Radars de recul,
- Rétroviseurs électriques rabattables et indexés,
- Lunette arrière fixe non surteintée,
- Volet arrière avec lunette ouvrante,
- Toit vitré panoramique plein ciel,
- Kit mains libres Bluetooth
- Jantes alliage 16 pouces.

Moteurs disponibles :
- 1.6i 16v VTi de 120 ch,
- 1.8i 16v de 127 ch,
- 2.0i 16v de 143 ch avec boîte robotisée (BMP6),
- 1.6 HDi de 110 ch avec boîte manuelle (BVM5) ou robotisée (BMP6),
- 2.0 HDi de 138 ch avec boîte robotisée (BMP6).

Ambiance (voir finition confort)

Exclusive : La finition "Exclusive" représente le haut de gamme du C4 Picasso. En plus des équipements des niveaux inférieurs, elle propose un siège passager réglable en hauteur, un système de détection de sous-gonflage des pneus, des projecteurs bi-Xénon directionnels avec des projecteurs à LED permanents, et des radars de parking avant et arrière avec calcul de la place disponible. Cette finition inclut également un Modubox isotherme avec filet, un pack lumière, un réglage lombaire du siège conducteur, des sièges en velours confort, des suspensions arrière pneumatiques, et un volet arrière avec lunette ouvrante.
Options :
- Peinture métallisée
- Revêtements en Alcantara ou cuir
- Pack cuir
- Système de navigation NaviDrive Couleur ou NaviDrive Couleur avec système Hi-Fi
- Alerte de franchissement involontaire de ligne (AFIL)
- Alarme avec super verrouillage
- Lunette arrière fixe non surteintée
- Sièges avant électriques (disponibles avec option cuir ou Alcantara)
- Toit vitré panoramique
- Vitrage feuilleté et surteinté
- Kit mains libres Bluetooth
- Pack vidéo
- Système Hi-Fi MP3 avec ampli Bi-tuner et 8 haut-parleurs
- Jantes alliage de 18 pouces
- Citroën e-Touch

Motorisations disponibles :
- 2.0i 16v 143 ch BMP6
- 1.6 THP 150 ch BMP6
- 1.6 THP 156 ch BMP6
- 1.6 HDi 110 ch FAP avec boîte manuelle (BVM5) ou boîte robotisée (BMP6)
- 1.6 HDi 112 ch FAP avec boîte manuelle (BVM6) ou boîte robotisée (BMP6)
- 1.6 e-HDi 112 ch FAP BMP6
- 2.0 HDi 136 ch FAP BMP6
- 2.0 HDi 138 ch FAP avec boîte automatique (BVA6)
- 2.0 HDi 150 ch FAP avec boîte manuelle (BVM6) ou boîte robotisée (BMP6)
- 2.0 HDi 163 ch FAP BVA6

## Séries spéciales
À l'occasion des 90 ans de Citroën, plusieurs véhicules (C1, C3 Picasso, C4, C4 Picasso, C5, C5 Tourer, et C8) ont été commercialisés sous l'appellation "Millénium". Ces véhicules sont équipés d'un pack Ambiance, d'un système de navigation MyWay avec kit mains libres Bluetooth, de jantes en alliage de 17 pouces (Volubis sur le C4 Picasso ou Roskilde sur le Grand C4 Picasso), d'un pack Urbain comprenant une aide au stationnement arrière et des rétroviseurs extérieurs rabattables électriquement.

## Professionnels
La version "Business AirDream" destinée aux professionnels est équipée d'une motorisation HDi 110 ch, d'un système de navigation MyWay, d'un kit mains libres Bluetooth, et d'une aide au stationnement arrière.

## Galerie

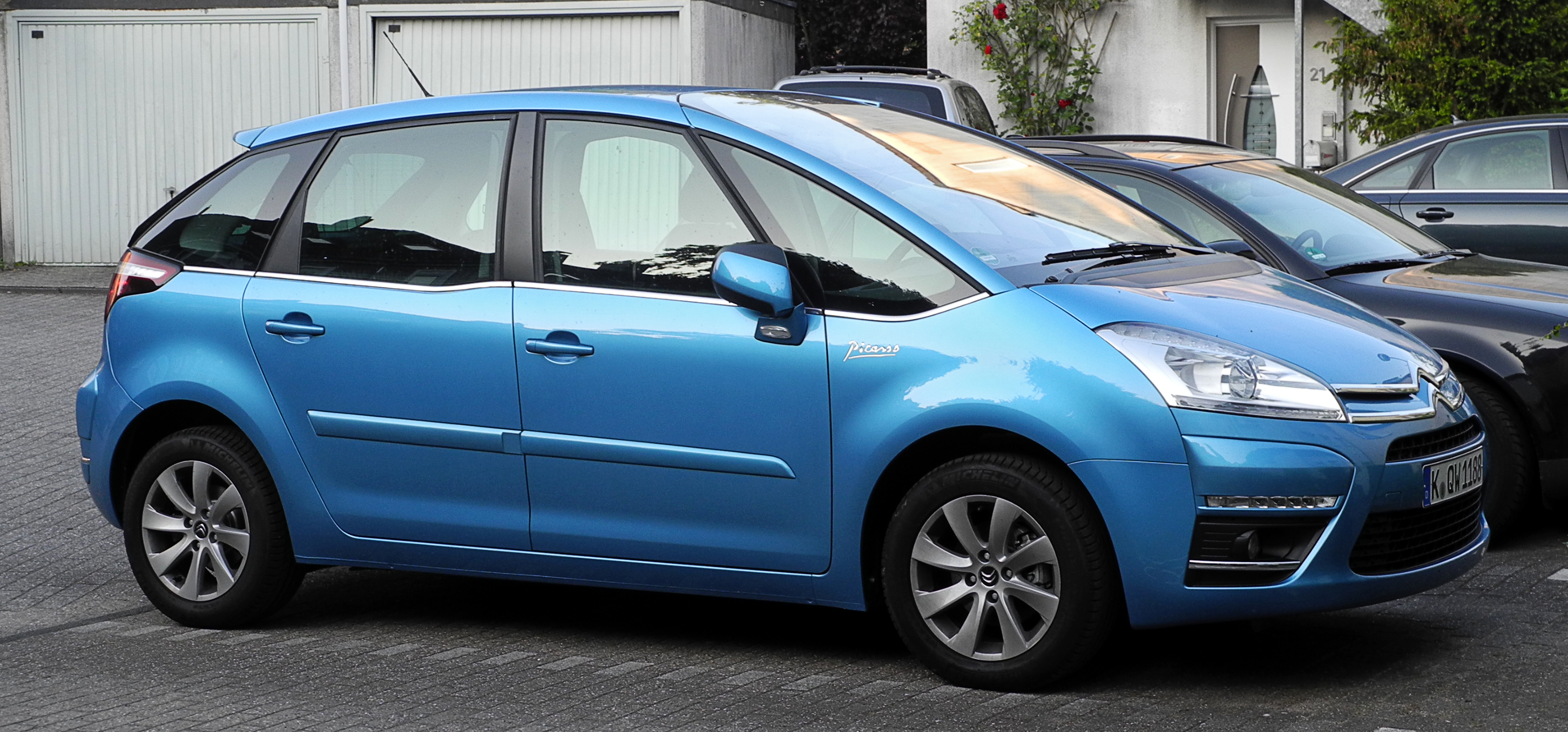
Citroën C4 Picasso I phase II.
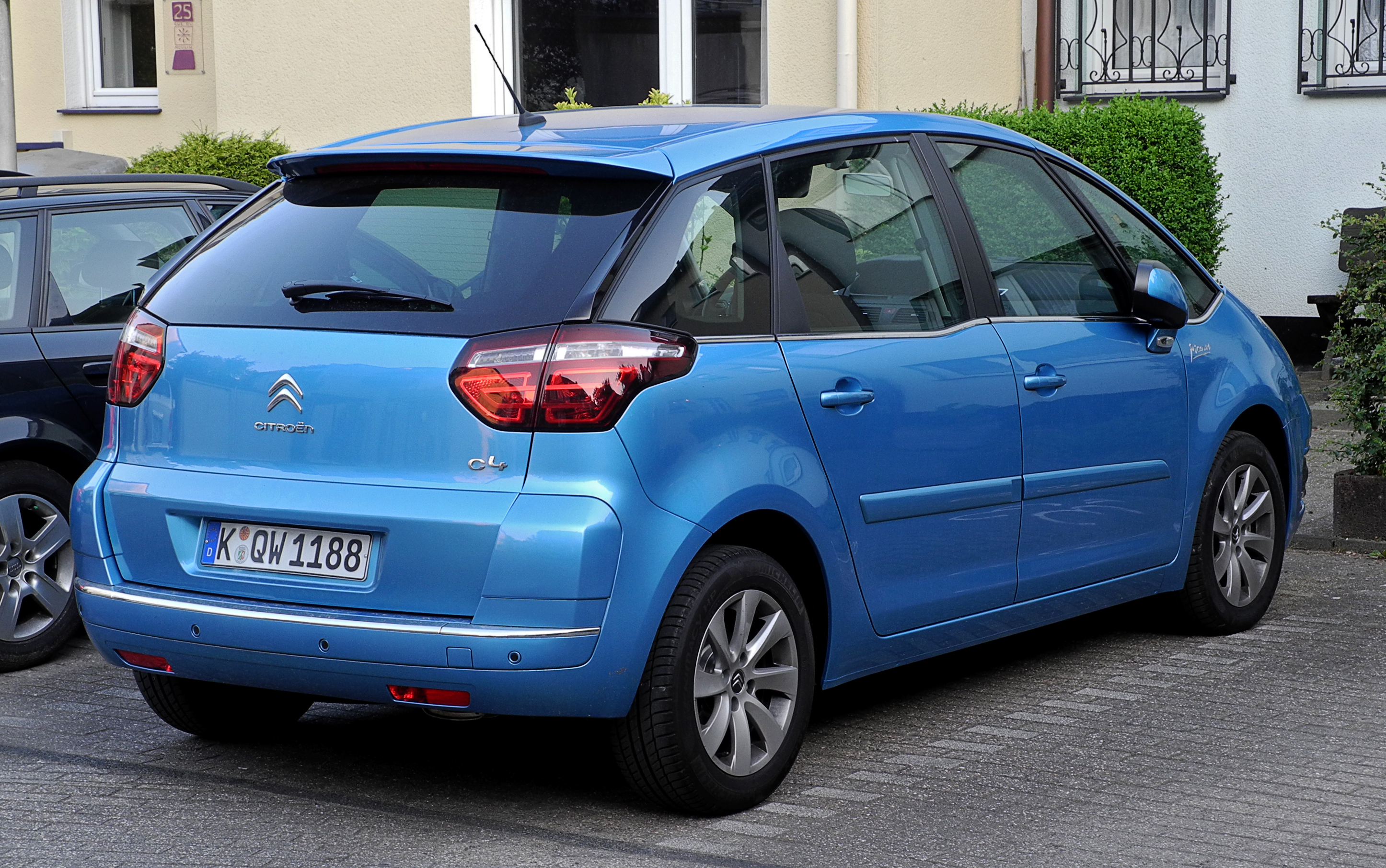
Citroën C4 Picasso I phase II.
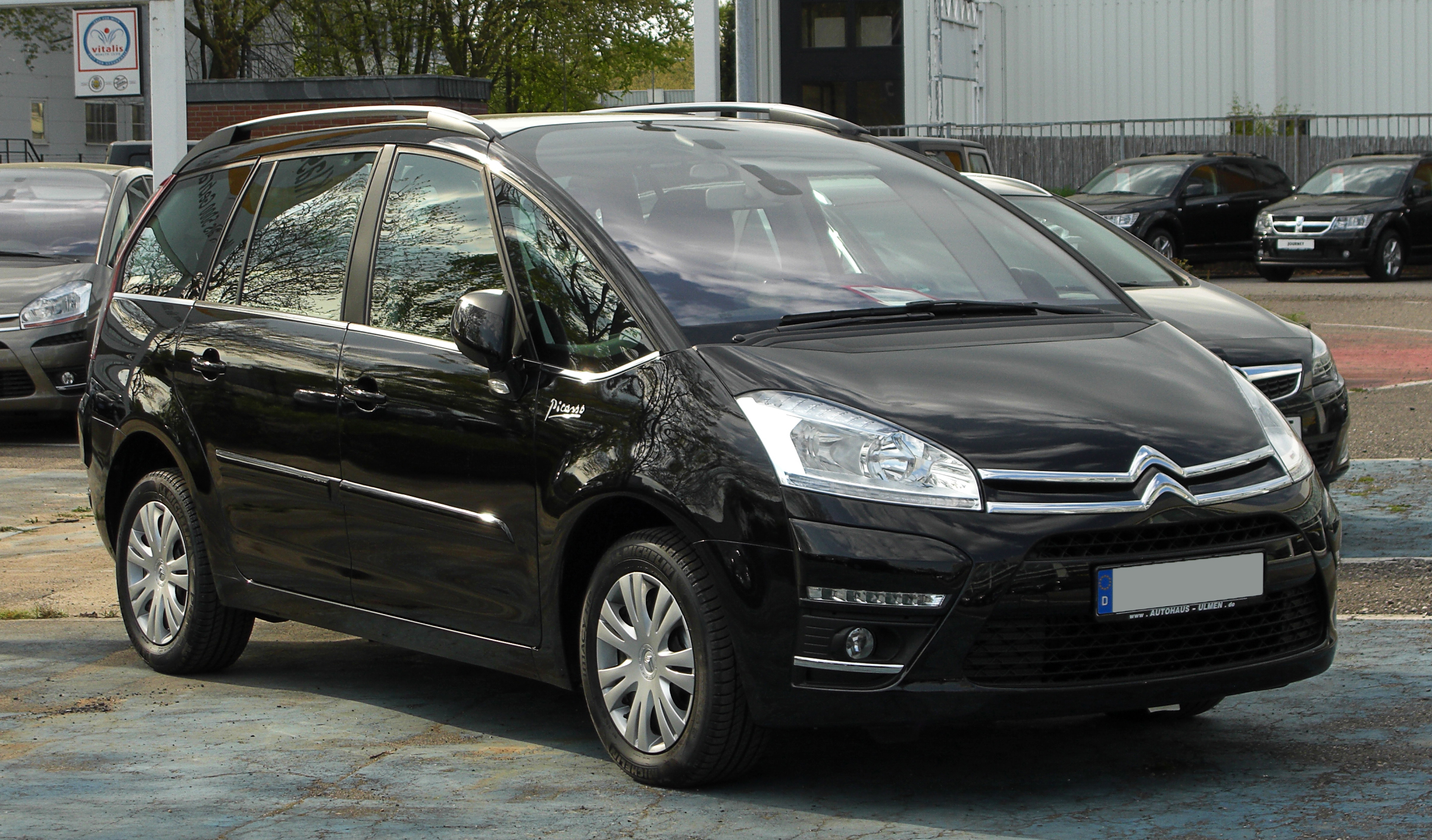
Citroën Grand C4 Picasso I phase II.
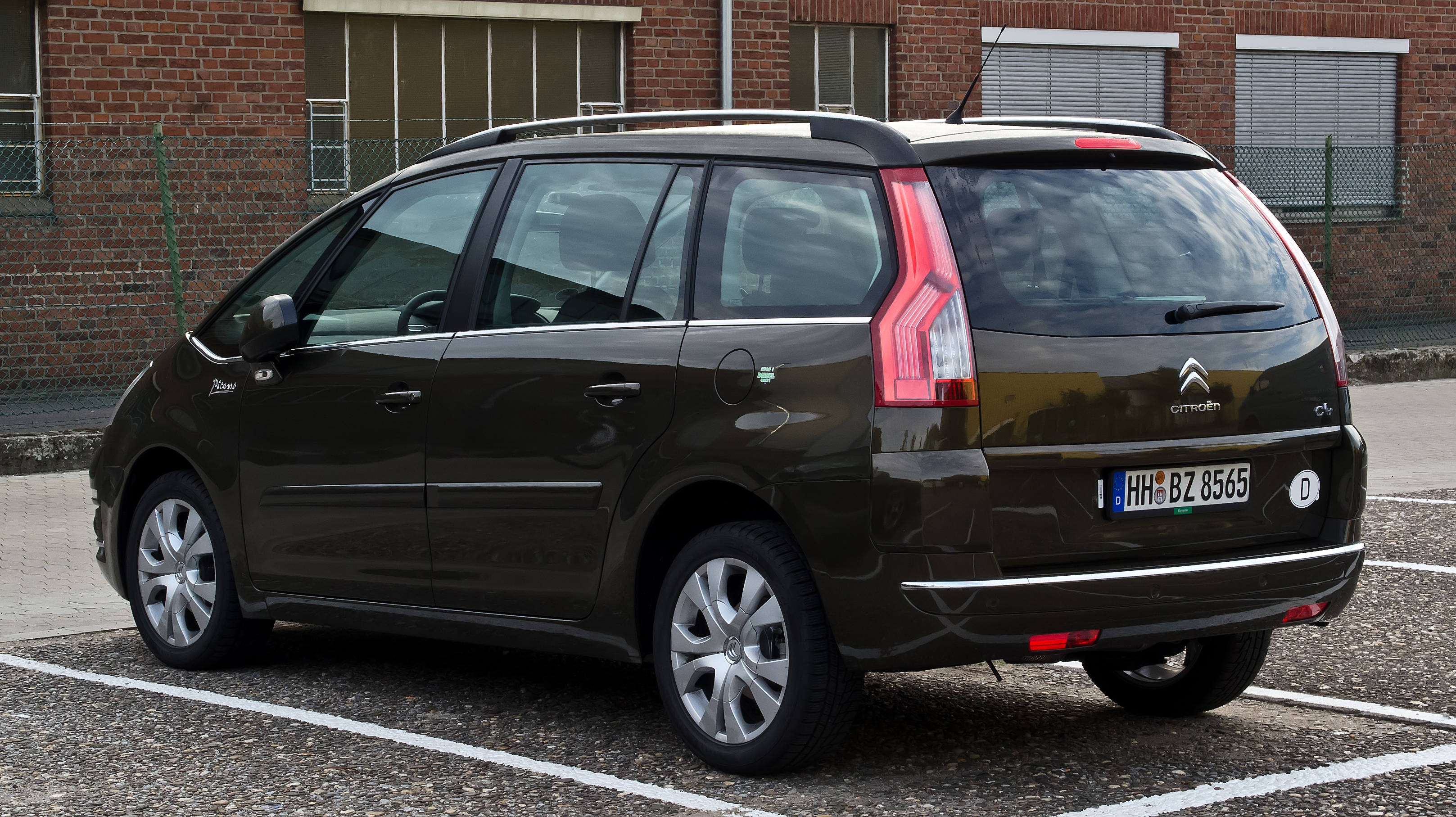
Citroën C4 Grand Picasso I phase II